# Episodi di Strike (seconda stagione)
La seconda stagione della serie televisiva Strike, composta da 2 episodi, è stata trasmessa a partire dal 10 settembre 2017 su BBC One.
In Italia, la stagione è stata trasmessa da Premium Crime il 25 dicembre 2020.
| nº | Titolo originale      | Titolo italiano           | Prima TV GB       | Prima TV Italia  |
| -- | --------------------- | ------------------------- | ----------------- | ---------------- |
| 1  | The Silkworm (Part 1) | Il baco da seta (Parte 1) | 10 settembre 2017 | 25 dicembre 2020 |
| 2  | The Silkworm (Part 2) | Il baco da seta (Parte 2) | 17 settembre 2017 | 25 dicembre 2020 |

## Il baco da seta (Parte 1)
- Titolo originale: The Silkworm (Part 1)
- Diretto da:
- Scritto da:

## Il baco da seta (Parte 2)
- Titolo originale: The Silkworm (Part 2)
- Diretto da:
- Scritto da: